# Stadio Olimpico (Helsinki)
Lo stadio olimpico di Helsinki (in finlandese Helsingin Olympiastadion, in svedese Helsingfors Olympiastadion) è un impianto sportivo multifunzione finlandese di Helsinki situato nel distretto di Taka-Töölö, a circa 2 chilometri dal centro cittadino.
Utilizzato per gli incontri interni della nazionale finlandese di calcio, lo stadio, che ha avuto una capienza massima di 70000 spettatori in occasione delle Olimpiadi del 1952, ne può contenere circa 40000.
L'impianto è caratterizzato da una torre adiacente alle tribune, alta 72,71 metri, che corrisponde alla lunghezza del lancio con cui l'atleta finlandese Matti Järvinen vinse l'oro olimpico nel lancio del giavellotto alle Olimpiadi del 1932 a Los Angeles. La torre è aperta ai visitatori ed offre una panoramica della città di Helsinki ed è possibile vedere all'interno dell'adiacente Telia 5G -areena. Il complesso olimpico ospita al suo interno un ostello della gioventù.

## Storia
Lo stadio è stato realizzato su progetto degli architetti Yrjö Lindegren e Toivo Jäntti. I lavori di costruzione, iniziati nel 1934 sono stati completati nel 1938 e avrebbe dovuto ospitare i Giochi della XII Olimpiade inizialmente assegnati a Tokyo, ma riassegnati ad Helsinki in seguito allo scoppio della guerra sino-giapponese, prima di essere definitivamente annullati a causa dello scoppio della seconda guerra mondiale.
È stato stadio olimpico nel 1952, anno in cui vi si tennero le gare dei Giochi della XV Olimpiade. Ha ospitato la prima edizione dei campionati del mondo di atletica leggera, nel 1983, e la decima edizione, nel 2005. Ha ospitato anche i campionati europei di atletica leggera nel 1971, nel 1994 e nel 2012. Michael Jackson vi eseguì due concerti dell'HIStory World Tour, il 24 e il 26 agosto 1997, facendo il tutto esaurito, con oltre 80.000 spettatori a sera.
Nel 1991 ha ospitato il Vaahteramalja, finale del campionato finlandese di football americano.
Lo stadio è stato interamente rimodernato tra il 1990 e il 1994 in previsione dei Campionati europei di atletica leggera 1994 e nuovamente rimodernato nel 2005 in occasione dei Campionati del mondo di atletica leggera.
Nella primavera del 2016 sono iniziati importanti lavori di ristrutturazioni che renderanno lo stadio inagibile fino al 2019; i lavori prevedono la copertura di tutte le tribune sarà rinnovato il campo e la pista di atletica. All'interno delle tribune saranno realizzate nuove aree di ristorazione e spazi per eventi al chiuso.